# Goloubitskaïa

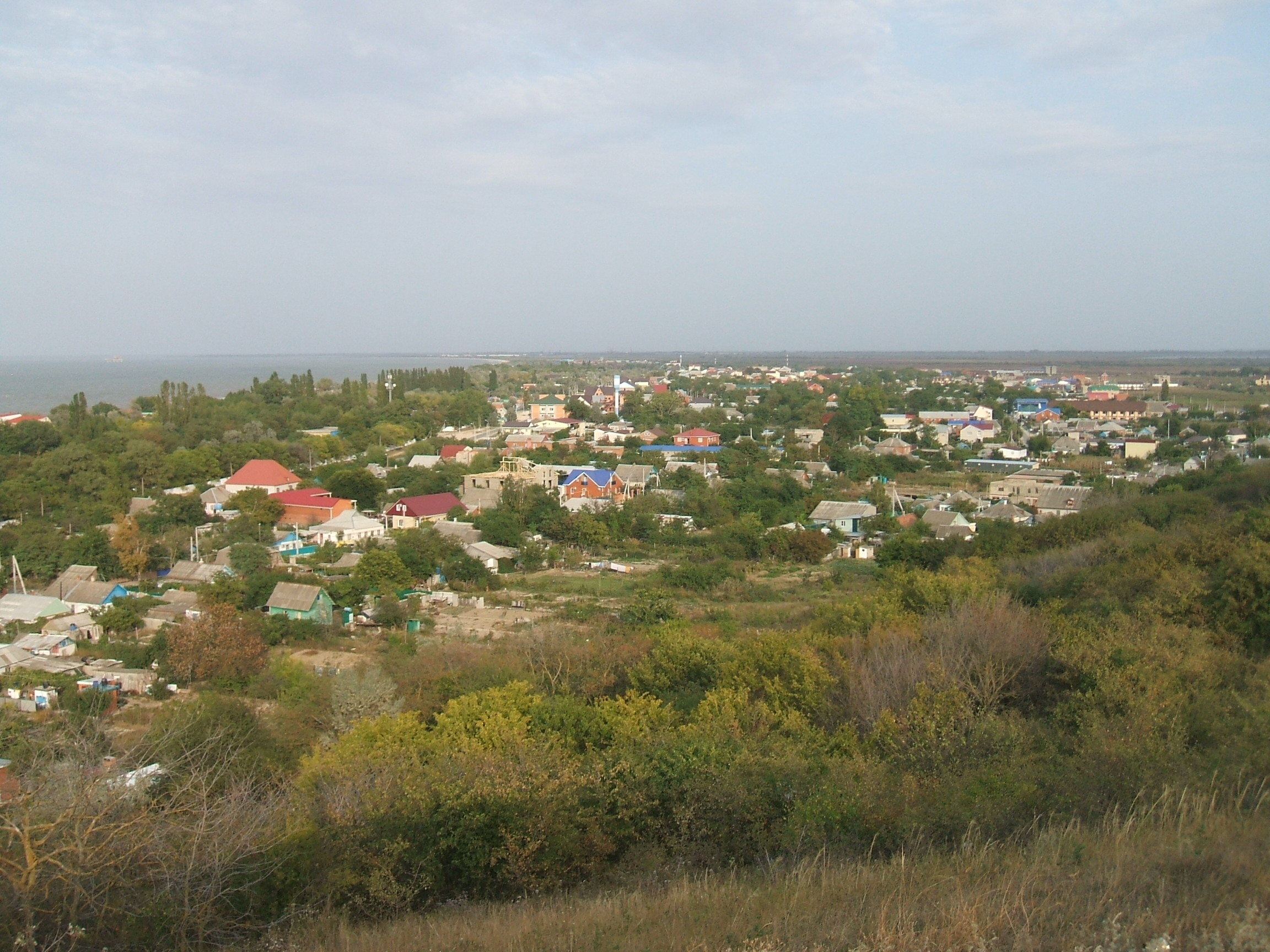
Panorama de Goloubitskaïa.

Goloubitskaïa (russe : Голубицкая) est une stanitsa du sud de la Russie appartenant au raïon de Temriouk et au kraï de Krasnodar. Elle est située sur l'isthme qui sépare le liman Akhtanizovski et la baie de Temriouk de la mer d'Azov, à 8 km à l'ouest de Temriouk et à 137 km à l'ouest de Krasnodar, chef-lieu du kraï. Goloubitskaïa comprenait 5 083 habitants en 2010,.
C'est le chef-lieu de la commune de Goloubitskoïe (5 200 habitants en 2010).

## Histoire

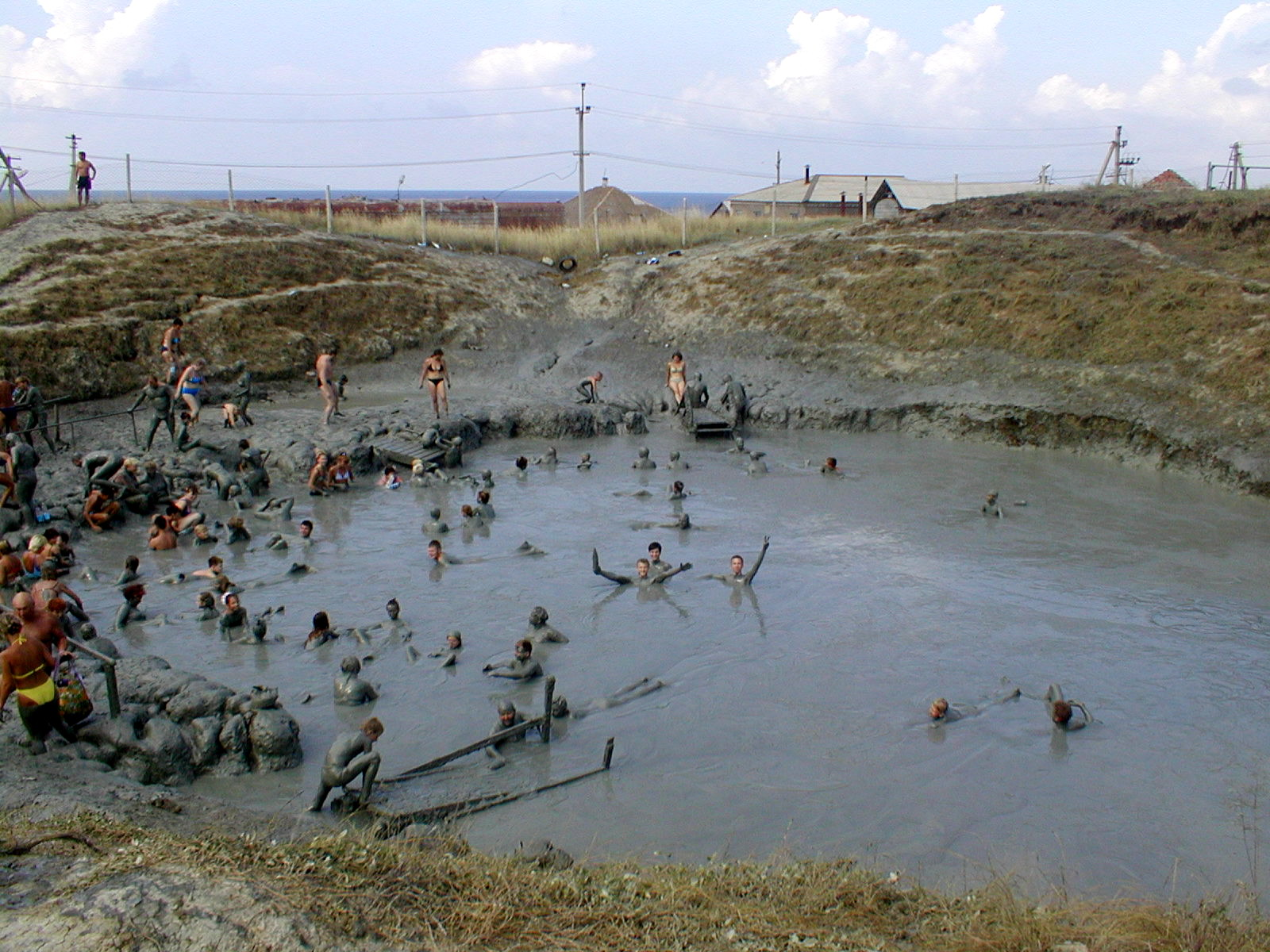
Volcan de boue, près de Goloubitskaïa.

La colonie agricole a été fondée en 1879, par des cosaques du Kouban. Elle est baptisée du nom du sotnik cosaque (commandant d'une sotnia) dont le nom était Goloubitski. Elle accède au statut de stanitsa avant 1917 et prend son nom actuel (au féminin, Goloubitskaïa). Le débarquement de Temriouk a lieu du 25 au 28 septembre 1943 pendant la Grande Guerre patriotique, non loin de la localité.

## Économie et transport
Goloubitskaïa est aujourd'hui une des plus importantes des petites stations balnéaires de la péninsule de Taman. Nombre d'habitants donnent en location des logements de vacances pour les touristes qui viennent profiter des plages, des volcans de boue, et visiter les environs.
L'autre activité économique importante de la localité est la culture de la vigne. Le producteur le plus important de raisin est l'OAO APF Goloubitskaïa. Le domaine viticole Villa Romanov possède 1 600 hectares de vignes près de la stanitsa; on y cultive le pinot blanc, le pinot noir, l'aligoté, le riesling, le silvaner et le chardonnay, dont on se sert pour la production d'un vin effervescent, le Romanov.

## Illustrations

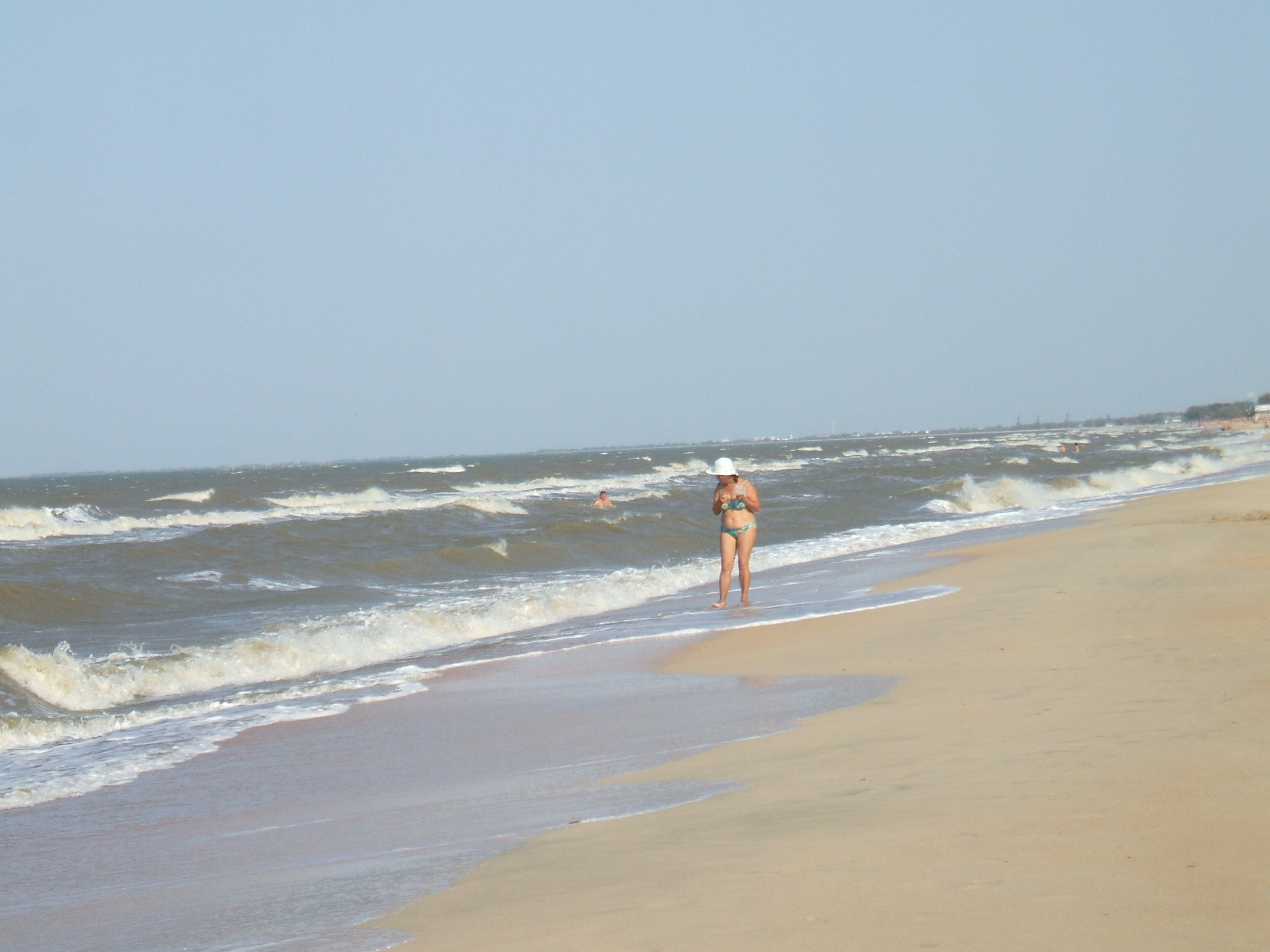
La mer d'Azov à Goloubitskaïa.
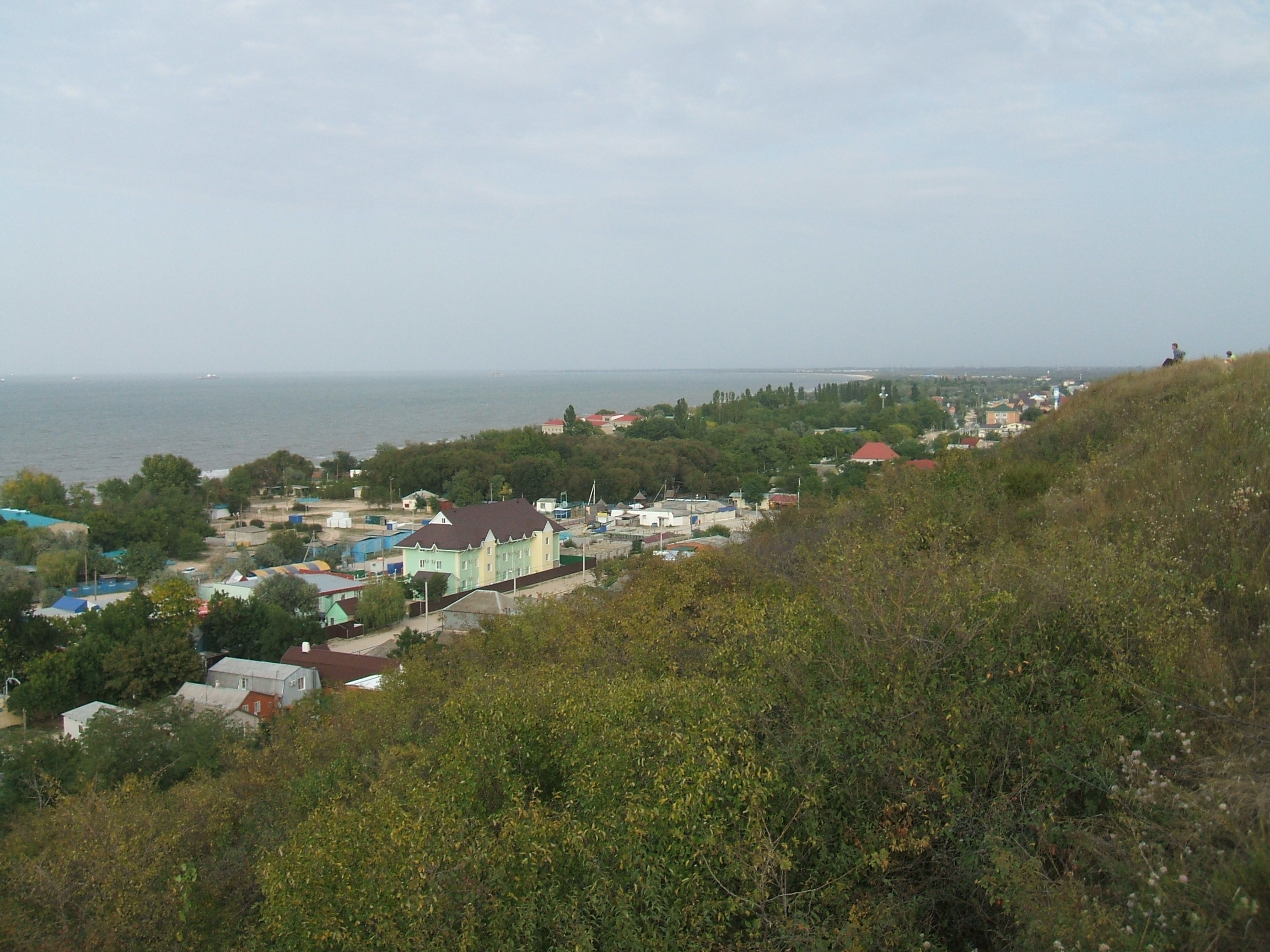
Vue de la localité.
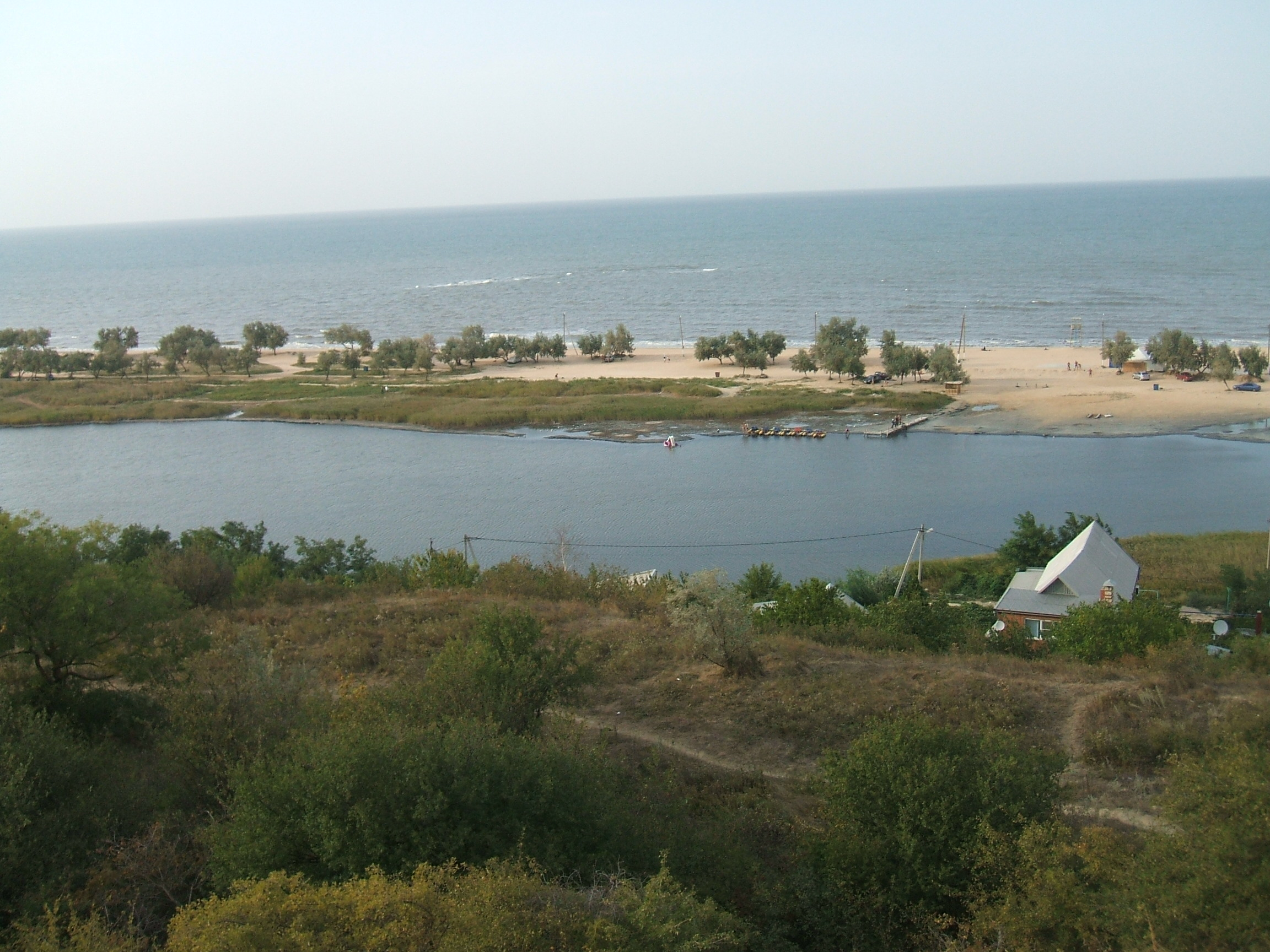
Lac Goloubitskoïe au nord-est de la stanitasa.
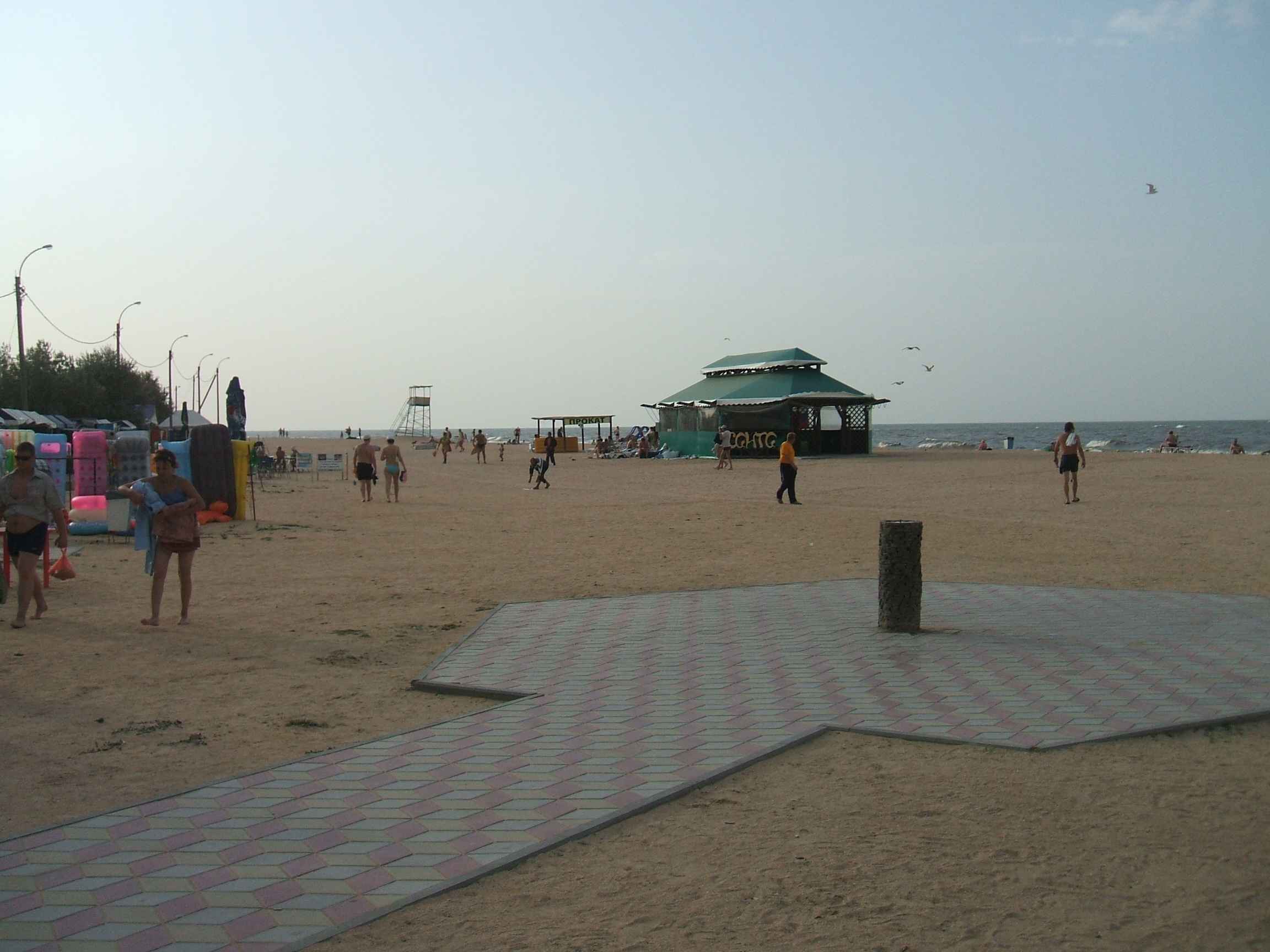
Plage centrale.
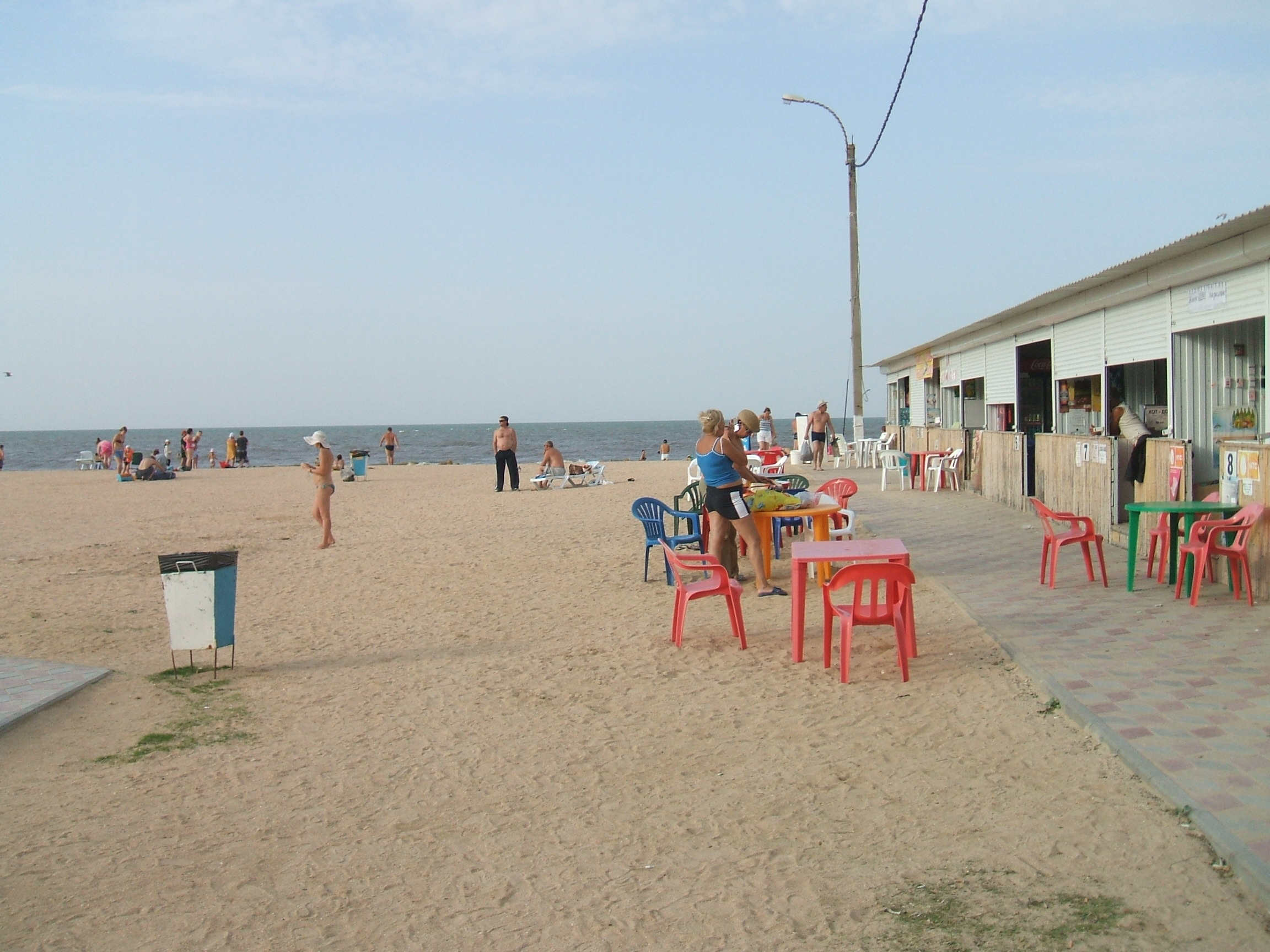
Plage centrale.
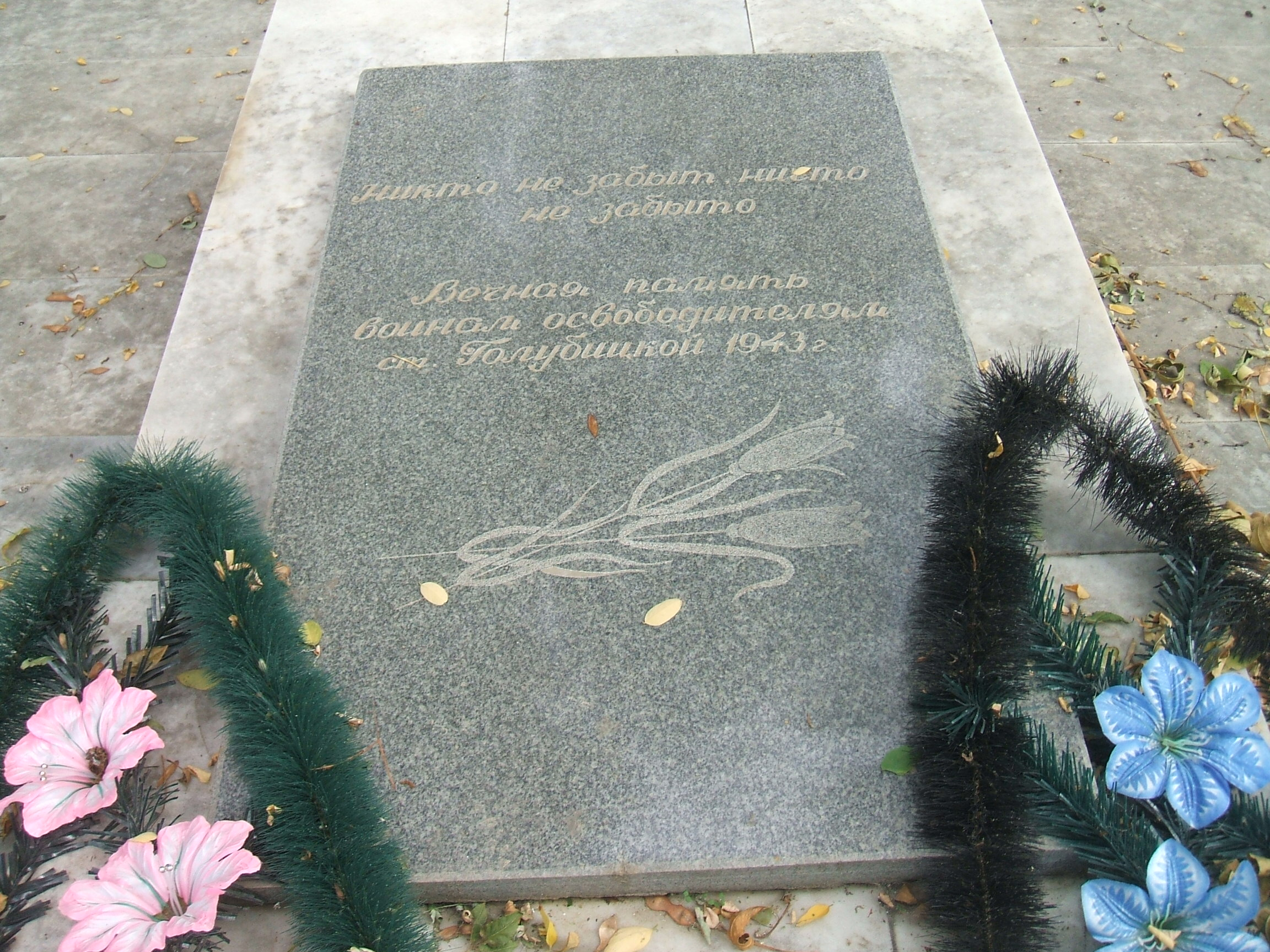
Détail du monument.
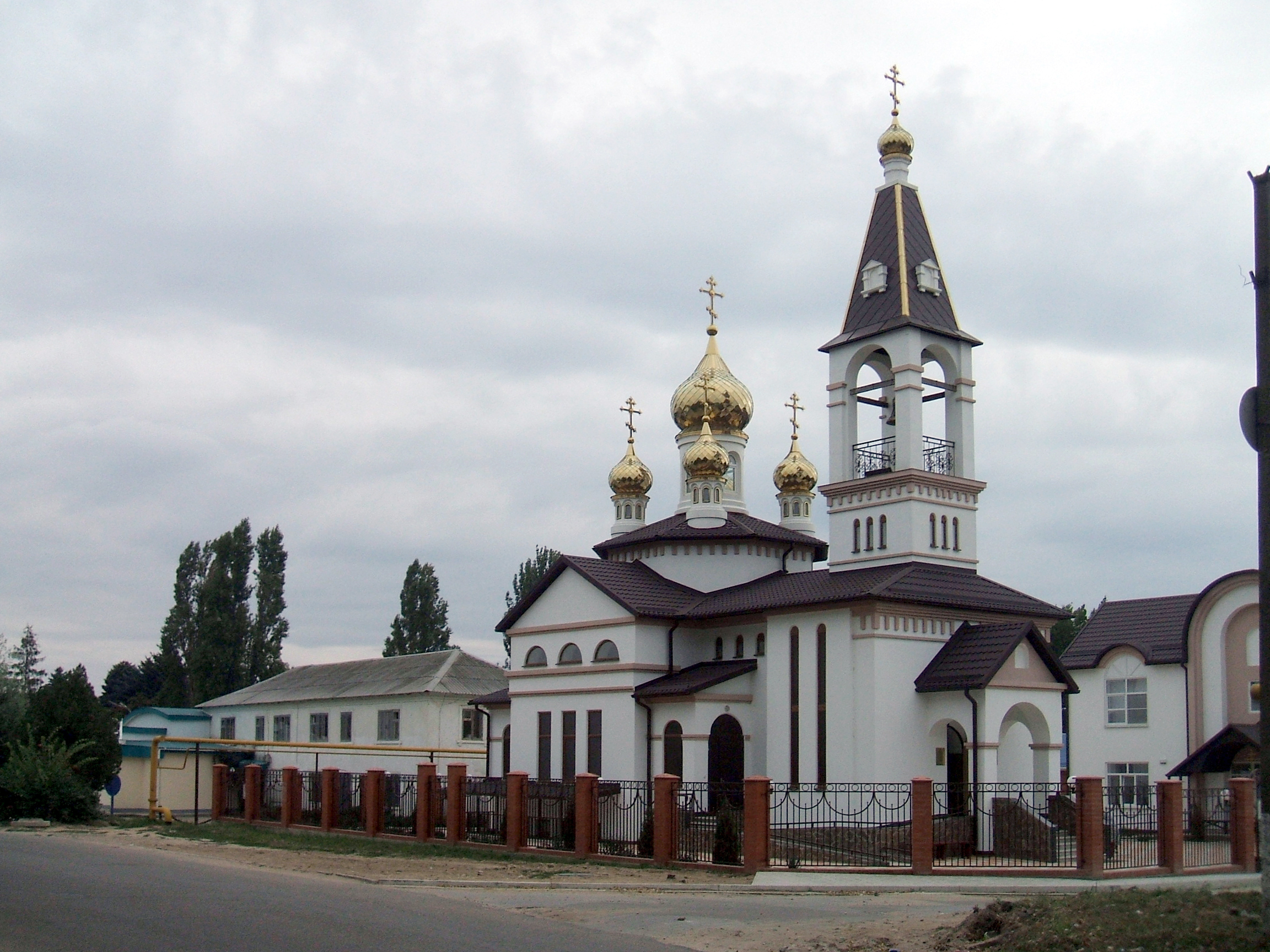
Église Saint-Pantaléon.
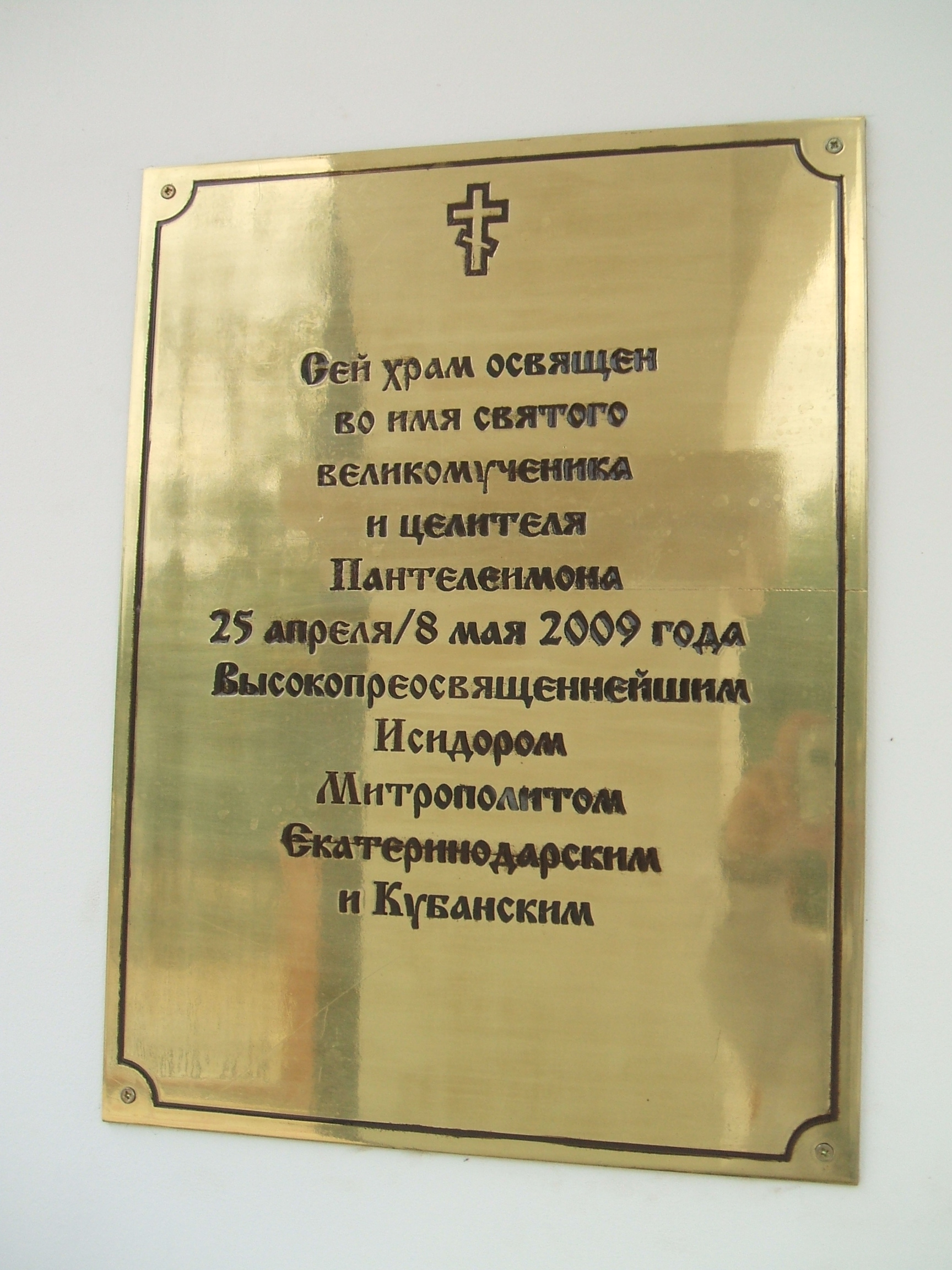
Plaque commémorative de l'église (consacrée en 2009)
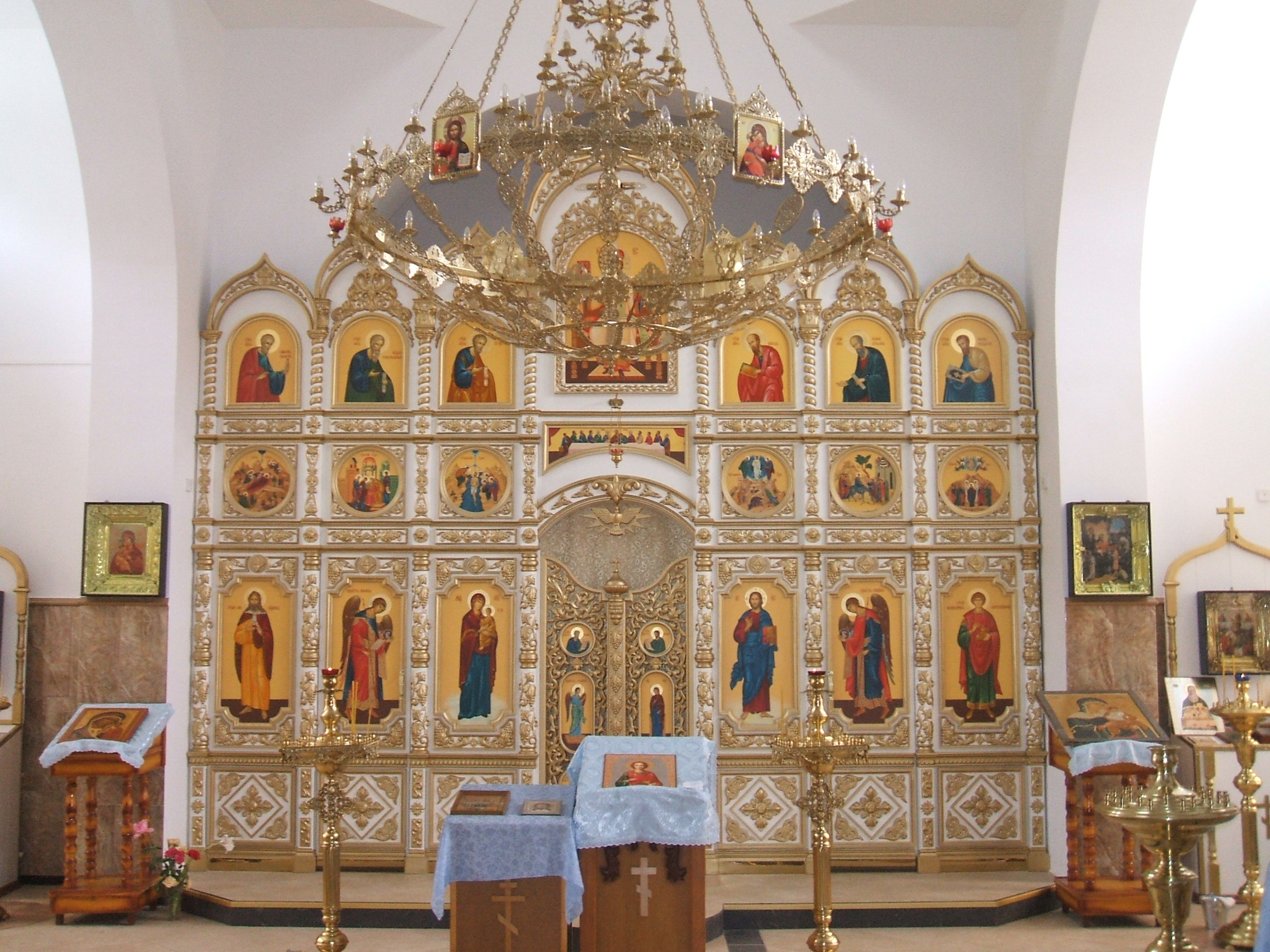
Iconostase de l'église.